# Arno Gruen

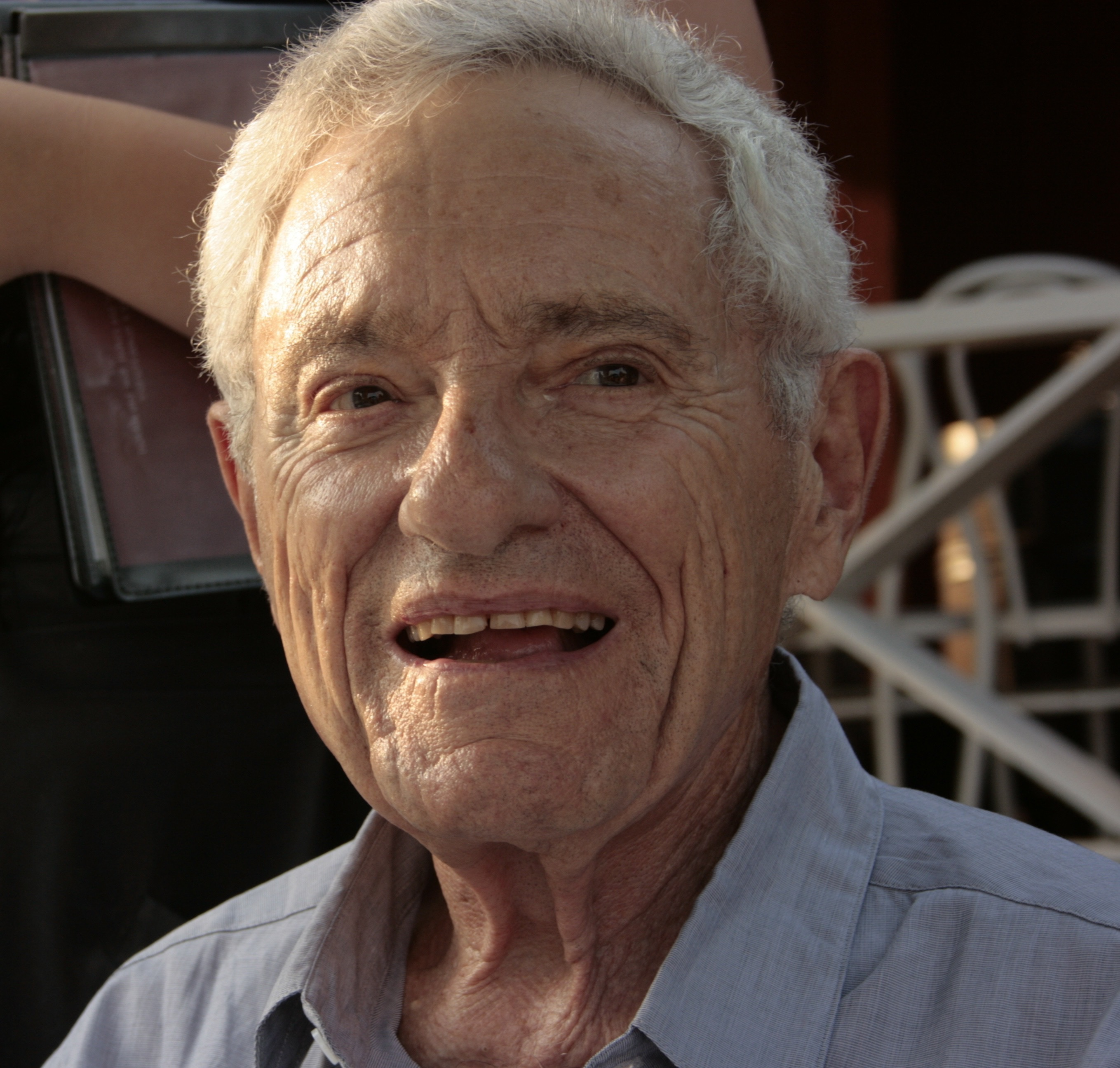
Arno Gruen (2010)

Arno Gruen [gʀuːn] (* 26. Mai 1923 in Berlin; † 20. Oktober 2015 in Zürich) war ein deutsch-schweizerischer Schriftsteller, Psychologe und Psychoanalytiker. Nach der Flucht aus Nazideutschland 1936 verbrachte er über 40 Jahre in den USA, wo er studierte und eine akademische Laufbahn einschlug, bis er 1979 nach Europa zurückkehrte und fortan in seiner Wahlheimat Zürich lebte.

## Leben
Gruen wurde 1923 in Berlin als Sohn jüdischer Eltern geboren. 1936 floh die Familie aus dem mittlerweile vom Nationalsozialismus beherrschten Deutschland und emigrierte über Polen und Dänemark in die USA. Nach eigenen Angaben nahm der heranwachsende Arno auf dieser Flucht drei Bücher mit, die ihn prägten: ein Lexikon, einen Band mit Gedichten von Chaim Nachman Bialik und die Jüdische Bibel. Auf der Flucht fand am Sabbat des 6. Juni 1936 in der Großen Synagoge in Warschau die Feier seiner Bar Mitzwa statt.
Gruen studierte Psychologie in New York, eröffnete 1958 eine psychoanalytische Praxis und promovierte 1961 bei Theodor Reik. Danach übte er in den USA verschiedene Berufe aus, zuletzt war er als Professor der Psychologie an der Rutgers University in New Jersey tätig. Seit 1979 lebte und praktizierte Gruen in Zürich.
Während seiner Zeit in New York war Gruen mit dem Schriftsteller Henry Miller gut befreundet und wurde nach eigenen Angaben stark von ihm beeinflusst. So nutzte er etwa einen autobiografischen Text Millers in einem Psychotherapieseminar, um die Studenten auf die entfremdende Macht abstrakten Denkens aufmerksam zu machen. Kaum einer seiner Zuhörer war demnach in der Lage, tatsächlich Gruens Aufgabenstellung zu entsprechen und sich mit den Gefühlen des Erzählers, der in der zitierten Episode beschworenen „Realität der Verzweiflung“, auseinanderzusetzen. „Diese jungen Leute wurden geschult, nicht mit Gefühl auf Erleben zu reagieren, sondern indem sie sich distanzieren.“
2001 erhielt er für sein Buch Der Fremde in uns den Geschwister-Scholl-Preis, der vom Börsenverein des Deutschen Buchhandels und der Stadt München vergeben wird. Der mit 10.000 Euro dotierte Geschwister-Scholl-Preis wird für ein Buch verliehen, das „von geistiger Unabhängigkeit zeugt und geeignet ist, bürgerliche Freiheit, moralischen, intellektuellen und ästhetischen Mut zu fördern und dem gegenwärtigen Verantwortungsbewusstsein wichtige Impulse zu geben“. Der Laudator war Burkhard Hirsch.

## Werk
Gruen veröffentlichte seit Ende der 1960er Jahre Aufsätze zu den Grundthemen seines Denkens, die sich in Anlehnung an Erik Eriksons Begriff der Autonomie mit der Entwicklung des Selbst befassen. Ein zentraler Gedanke ist hierbei der postulierte Widerspruch zwischen Autonomie und Identifikation in der Entwicklung von Identität: „Vielleicht sollten wir den Unterschied zwischen Identität und Identifikation deutlich machen, indem wir erkennen, dass Identifikation nicht die Basis für eine eigene Identität bildet. Dass Identifikation und Identität einen Widerspruch in sich bergen, weil Identifikation eben nicht zur Entwicklung einer autonomen, originären Identität führt“.
1984 erschien Der Verrat am Selbst. Gruen bündelt hier seine Einsichten als Psychotherapeut zu einer umfassenden Kritik an der kulturell vorherrschenden Ideologie der Macht und des Herrschens, die defiziente und pathologische Formen der Subjektwerdung zur Normalität erhebt. Der gängige, kriegerische Begriff von Autonomie beruhe auf einer auf Abstraktionen aufgebauten Idee des Selbst, das, um die eigene Wichtigkeit und Unabhängigkeit zu behaupten, seine Gefühle abspaltet und dessen vermeintliche Freiheit sich in dem Zwang erschöpfe, sich und anderen ständig Beweise der Stärke und Überlegenheit liefern (zu) müssen. Gelingende Autonomie sei dementgegen (…) derjenige Zustand, in dem ein Mensch in voller Übereinstimmung mit seinen eigenen Gefühlen und Bedürfnissen ist. Wo Hilflosigkeits- und Ohnmachtserfahrungen ebenso forciert wie verleugnet werden müssen, da trete das Prinzip der Macht an die Stelle der schon im Säugling angelegten Fähigkeit des Menschen zu Kommunikation und Empathie. Das letztlich jedoch unzerstörbare Autonomiebedürfnis des Menschen gehe, wo es sich nicht als verfehlte Anpassung in destruktiven Formen gegen die Aussenwelt richte, in den Untergrund.
Gruens Arbeit als Therapeut war demnach von dem Bemühen und der Hoffnung gekennzeichnet, auch in schwerwiegenden Störungsbildern larvierte und entstellte Formen ursprünglicher Autonomie aufzudecken und zu befreien. Im Rahmen dieser Auffassung kritisierte er auch die klassische Psychoanalyse, deren grundlegender Mythos tatsächlich seine Lesart bestätige: „Das ist es, was Ödipus wirklich verkörpert: die ursprüngliche Verletzung, die sich zum Streben nach Dominanz verwandelt (…) Was oft als das Durcharbeiten eines Ödipus-Komplexes (…) gilt, ist die Befreiung von Skrupeln, das Verstärken von Ehrgeiz, Wettbewerb und Macht. Die tiefen Verletzungen, die zu Gefühlen unakzeptabler Hilflosigkeit und Ängsten führen, können in einer Therapie, die der Ideologie der Herrschaft und der Macht verhaftet ist, nicht wirklich berührt werden.“
Das 1987 veröffentlichte Werk Der Wahnsinn der Normalität (Realismus als Krankheit) führt den Gedanken fort. Gruen fragt nach den Einflüssen, die im Sinne seines Autonomieverständnisses zu Isolation, Selbstentfremdung und einer zerstörerischen Geisteshaltung führen, die gleichzeitig als sogenannte „Normalität“ gehandelt wird. Er sieht seine Analyse als Teil der philosophischen Debatte über die menschliche Destruktivität.
Der Kampf um die Demokratie ist 2002 erschienen. Gruen begann mit dem Schreiben des Buchs im Mai 2001. In diese Zeit fielen die Terroranschläge am 11. September 2001. Dieses Ereignis beeinflusste den Inhalt des Buchs. Es beschäftigt sich mit den Ursachen der menschlichen Destruktivität und ihren mannigfaltigen Ausprägungen.
Der Fremde in uns erschien ebenfalls 2002. Gruen beschreibt darin, wie Abweisungen/Zurückweisungen durch die Eltern in der frühen Kindheit zu einer nur schwach ausgebildeten Identität führen können. Die dadurch entstehende innere Leere wird oft durch die Neigung kompensiert, starken Personen oder Ideologien zu folgen, oder auch durch ein einfaches, polarisierendes Weltbild, das einen Feind als Ursache aller (oder zumindest der wichtigsten) Probleme benennt. Gruen belegt dieses Grundmuster durch Fälle aus seiner eigenen Praxis wie auch durch historische Fälle. Neben „normalen“ Kriminellen führt er auch Nazi-Grössen wie Göring, Heß, Frank und Hitler an.
Dem Leben entfremdet erschien 2013. Gruen schreibt in einer Vorbemerkung: „Dieses Buch spiegelt die Entwicklung meines Denkens, das mit dem Verrat am Selbst begann“. Gruen stellt fest: „Wie in Shakespeares Hamlet vollzieht unsere Kultur ein Nichtsein, das auf abstraktem Denken beruht und unser grundlegendes empathisches Bewusstsein verneint und verleugnet. Es geht darum, dieses wieder zum Herzstück unseres Seins zu machen“. Das Buch ist eine Fundamentalkritik der bestehenden Zivilisation.
Über die „zerstörerische Dynamik des Gehorsams“ legte Gruen 2014 ein weiteres Essay-Buch vor. „Gehorsam meint, dass man das eigene Selbst nicht wirklich entwickeln kann“, lautet seine Grundthese, und: „dass man keine wirkliche Verantwortung für sich selbst entwickelt.“

## Schriften (Auswahl)
Bücher
- Der Verrat am Selbst. Die Angst vor Autonomie bei Mann und Frau. Vorwort von Gaetano Benedetti, Causa, München 1984, ISBN 3-88887-009-7.
- Der Wahnsinn der Normalität: Realismus als Krankheit. Eine Theorie zur menschlichen Destruktivität. Kösel, München 1987, ISBN 3-466-34178-7.
- Der frühe Abschied: Eine Deutung des plötzlichen Kindstodes. Kösel, München 1988, ISBN 3-466-34215-5.
- Falsche Götter. Über Liebe, Hass und die Schwierigkeit des Friedens. Econ, Düsseldorf 1991, ISBN 3-430-13653-9.
- Der Verlust des Mitgefühls. Über die Politik der Gleichgültigkeit. dtv, München 1997, ISBN 3-423-35140-3.
- Der Fremde in uns. Klett-Cotta, Stuttgart 2000, ISBN 3-608-94282-3.
- mit Doris Weber: Hass in der Seele. Verstehen, was uns böse macht. Herder, Freiburg im Breisgau 2001, ISBN 3-451-05154-0.
- Der Kampf um die Demokratie: Der Extremismus, die Gewalt und der Terror. Klett-Cotta, Stuttgart 2002, ISBN 3-423-34128-9.
- Verratene Liebe – Falsche Götter. Ansichten und Einblicke. Klett-Cotta, Stuttgart 2003, ISBN 3-423-34342-7.
- Ich will eine Welt ohne Kriege. Klett-Cotta, Stuttgart 2006, ISBN 3-608-94443-5.
- Dem Leben entfremdet. Warum wir wieder lernen müssen zu empfinden. Klett-Cotta, Stuttgart 2013, ISBN 978-3-608-94746-5.
- Wider den Gehorsam. Klett-Cotta, Stuttgart 2014, ISBN 978-3-608-94891-2
- Wider den Terrorismus. Klett-Cotta, Stuttgart 2015, ISBN 978-3-608-94900-1 (Veränderte und gekürzte Neuausgabe des Titels: Der Kampf um die Demokratie aus dem Jahr 2002).
- Wider die kalte Vernunft. Klett-Cotta, Stuttgart 2016, ISBN 978-3-608-94903-2. Inhaltsverzeichnis und Leseprobe beim Verlag (PDF, 205 kB)

Aufsätze
- Autonomy and Identification: The Paradox of their Opposition. In: The International Journal of Psychoanalysis. Band 49 (1968), Heft 4, S. 648.
- Anpassung als Sucht (PDF; 789 kB). Lindauer Texte zu den Lindauer Psychotherapiewochen 1993.
- The Need to Punish: The Political Consequences of Identifying With the Aggressor. In: The Journal of Psychohistory. vol 27 (1999), S. 136–154.
- Die politischen Konsequenzen der Identifikation mit dem Aggressor. Das Bedürfnis, bestrafen zu müssen. In: Behinderte in Familie, Schule und Gesellschaft. Verein „Initiativ für Behinderte Kinder und Jugendliche“, Graz, 1/2000, ISSN 1561-2791.
- Surrendering the Self: The Reduction of Identity to Identification with the Aggressor (The Cases of Hermann Goering and Rudolf Hess). In: The Journal of Psychohistory. Band 28 (2001), S. 362–451.
- The Hitler Myth. In: The Journal of Psychohistory. Band 29 (2002), S. 312–327.
- An Unrecognized Pathology: The Mask of Humaneness. In: The Journal of Psychohistory. Band 30 (2003), S. 266–272.
- Die Konsequenzen des Gehorsams für die Entwicklung von Identität und Kreativität (PDF; 72 kB). Vortrag am 12. April 2003 im Rahmen der 53. Lindauer Psychotherapiewochen 2003.
- Der Fremde in uns: Persönliche und Politische Konsequenzen (PDF; 72 kB). Vortrag am 15. April 2009 im Rahmen der 59. Lindauer Psychotherapiewochen 2009.

Hörbücher
- Verratene Liebe – Falsche Götter, Sprecher Rolf Frass, Special Feature Konstantin Wecker, Ungehört Verlag, Berlin 2011, ISBN 978-3-942402-02-6.
- Wider den Terrorismus, Sprecher Claus Vester, cc-live, München 2016, ISBN 978-3-95616-320-3.
- Wider den Gehorsam, Sprecher Claus Vester, cc-live, München 2016, ISBN 978-3-95616-319-7.
- Wider die kalte Vernunft, Sprecher Claus Vester, cc-live, München 2016, ISBN 978-3-95616-321-0.
- Ich will eine Welt ohne Kriege, Sprecher Claus Vester, cc-live, München 2018, ISBN 978-3-95616-323-4.
- Dem Leben entfremdet, Sprecher Claus Vester, cc-live, München 2018, ISBN 978-3-95616-322-7.
- Der Fremde in uns, Sprecher Claus Vester, cc-live, München 2022, ISBN Der Fremde in uns.

### Über Arno Gruen
- Elisabeth Wehrmann: Das dritte Ohr. Porträt des Psychoanalytikers Arno Gruen. Die Zeit, Nr. 35, 2003, abgerufen am 8. Oktober 2018
- Arno Gruen gestorben, Nachruf des Tagesspiegels vom 22. Oktober 2015, abgerufen am 12. Oktober 2018

### Aufsätze und Interviews
- „Wir brauchen Nestbeschmutzer“ Lafontaine, Drewermann, Effenberg: Der Psychoanalytiker Arno Gruen über die Notwendigkeit von Querulanten und Provokateuren, Die Zeit, 20. Oktober 1998, abgerufen am 8. Oktober 2018

### Videos
- Arno Gruen – über Empathie SRF, 2013, via YouTube
- Gespaltenes Bewusstsein: Empathie versus Kognition. Vortrag im Deutsch-Amerikanischen Institut in Heidelberg, 2014, auf der Tele-Akademie des Südwestrundfunk (SWR).